# サヌア国際空港
サヌア国際空港（サヌアこくさいくうこう、アラビア語: مطار صنعاء الدولي, 英語: Sana'a International Airport）は、イエメン共和国の首都サナアにある国際空港である。また、イエメニアの本拠地でもある。

## 就航航空会社と就航都市
2015年に勃発したイエメン内戦で、サヌア国際空港がサウジアラビア主導の連合軍による空爆を受け、空港施設に甚大な被害が出たため、これまで運航していた多くの路線が運航中止している。
なお2022年5月24日に6年ぶりに、サヌア-カイロ間が運行を再開した。
2024年12月26日、イスラエルが空港に空爆を実施。6人が死亡、40人以上が負傷した。当日、空港には世界保健機関のテドロス・アダノム事務局長が居合わせたが無事。
| 航空会社   | 就航地                                                                    |
| ---------- | ------------------------------------------------------------------------- |
| イエメニア | 南アジア:ムンバイ 中東:アンマン、クウェート 北アフリカ:カイロ、ハルツーム |